# Kerrier
Kerrier var ett distrikt i Cornwall enhetskommun i Cornwall grevskap, England. Distriktet hade 92 517 invånare år 2001.

## Civil parishes
- Breage, Budock, Camborne, Carharrack, Carn Brea, Constantine, Crowan, Cury, Germoe, Grade-Ruan, Gunwalloe, Gweek, Helston, Illogan, Landewednack, Lanner, Mabe, Manaccan, Mawgan-in-Meneage, Mawnan, Mullion, Porthleven, Portreath, Redruth, Sithney, St. Anthony-in-Meneage, St. Day, St. Gluvias, St. Keverne, St. Martin-in-Meneage, Stithians och Wendron.[2]